# Gambusia myersi
 Gambusia myersi és un peix de la família dels pecílids i de l'ordre dels ciprinodontiformes.

## Distribució geogràfica
Es troba a Nord-amèrica: Mèxic.